# Kevin Godley

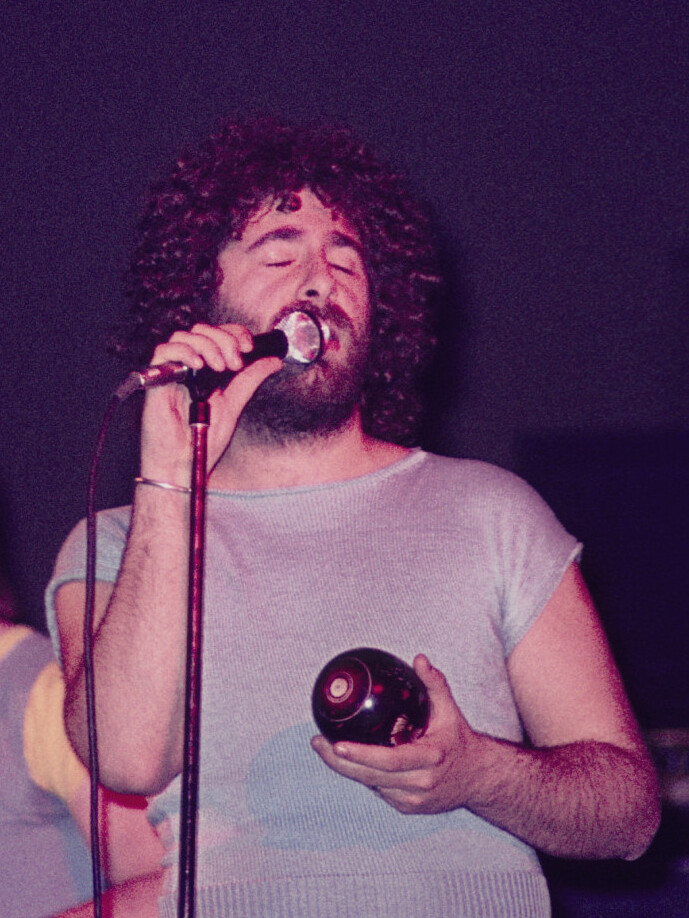
Kevin Godley.

Kevin Godley, född 7 oktober 1945 i Prestwich, Lancashire, är en engelsk sångare, trumslagare och regissör av musikvideor.
Godley började ägna sig åt musik då han under studier i Manchester träffade Lol Creme. De gick sedan tillsammans med Eric Stewart och Graham Gouldman med i musikprojektet Hotlegs, som kom att utmynna i 10cc. Godley medverkade på fyra studioalbum med gruppen och skrev låtar till den innan han 1977 kom att lämna 10cc tillsammans med Creme. De bildade duon Godley & Creme som var verksam fram till 1988. Under perioden regisserade han även musikvideor tillsammans med Creme.
Godley har inte arbetat med Creme sedan 1992, men har däremot samarbetat med Graham Gouldman vid flera tillfällen under 2020-talet.